# Joseph Dudgeon
Joseph Patrick Dudgeon (ur. 26 listopada 1990 w Leeds) – angielski piłkarz występujący na pozycji obrońcy.